# 6336 Dodo
6336 Dodo (1992 UU) là một tiểu hành tinh vành đai chính được phát hiện ngày 21 tháng 10 năm 1992 bởi S. Otomo ở Kiyosato.